# Tambulig
Tambulig ist eine philippinische Stadtgemeinde in der Provinz Zamboanga del Sur. Sie hat 36.160 Einwohner (Zensus 1. August 2015). Im Osten grenzt die Gemeinde an die Bucht von Panguil.

## Baranggays
Tambulig ist politisch in 31 Baranggays unterteilt.
| - Alang-alang - Angeles - Bag-ong Kauswagan - Bag-ong Tabogon - Balugo - Cabgan - Calolot - Dimalinao - Fabian (Balucot) - Gabunon - Happy Valley (Pob.) | - Kapalaran - Libato - Limamawan - Lower Liasan - Lower Lodiong (Pob.) - Lower Tiparak - Lower Usogan - Maya-maya - New Village (Pob.) - Pelocoban | - Riverside (Pob.) - Sagrada Familia - San Jose - San Vicente - Sumalig - Tuluan - Tungawan - Upper Liaison - Upper Lodiong - Upper Tiparak |